# Åkerholmen (Gammelgården)
Åkerholmen is een eiland in de Zweedse Kalixrivier ter hoogte van Gammelgården. Het ronde eiland ligt midden in de stroming en blokkeert die min of meer. Aan beide zijden van het eiland zijn stroomversnellingen. Het eiland zelf is nauwelijks 1 hectare groot. Er is geen oeververbinding.